# Catharina Rosa Lievens
Catharina Rosa Lievens (Oostende, 14 februari 1750 – Brugge, 29 november 1838) maakte in de tweede helft van de 18de eeuw en de eerste helft van de 19de eeuw deel uit van de Brugse elite.

## Familie en gezin
Catharina Rosa Lievens was de dochter van Cornelius Lievens, eerst meester-timmerman van Oostende en nadien sasmeester van Sas-Slijkens te Bredene, en van Catharina Jacoba Barrat. Ze huwde op 18 februari 1772 te Bredene met Andreas Lombaert, meester-timmerman te Brugge. Haar zus Jeanne Jacqueline Lievens was gehuwd met Josephus Petrus Snick, die (schoon)vader Cornelius Lievens in 1767 opvolgde als sasmeester van Sas-Slijkens.

## Graf
In de sacrisitie van de kerk Heilige Kruisverheffing van Sint-Kruis bevindt zich een aan Andreas Lombaert en Catharina Lievens gewijde gedenkplaat.
Op die kalkstenen memorieplaat met epigrafie in Romeinse kapitalen staat de volgende tekst: 
'Bid voor de zielen van / Andreas Jacobus. / Lombaert. / F(ilius) Andreas en Catharina / De Brabander, / geboren tot Brugge 11 April 1745. / aldaer overleden 5 Augusty 1810. / en van zyn huysvrouwe / Catharina Rosa, / Lievens / F(ilia) Cornelis Joannes / en Catharina Jacoba Barrat. / geboren tot Oostende / den 14 February 1750. / overleden tot Brugge / den 29 November 1838 / dit graf en zerk is doen maeken / in eerbiedig gedachtenis / van zyn ouders / door hun jongsten zoon, / Constantinus Alexander / Lombaert, / F(ilius) Andreas Jacobus / en Catharina Rosa Lievens, / geboren tot Brugge / den 21 Augusty 1777. / aldaer overleden den 25 Juny 1858. / en van hun kleen dogter / Theresia Barbara / Lombaert, / F(ilia) Ferdinandus en Theresia / Valckenaere / jonge dogter / geboren tot Brugge / aldaer overleden den 22 October 1830 / in den ouderdom van 36 Jaer'/ in italiek 'Heer Laat hunne zielen in vrede rusten'.
Op het kerkhof ligt ook de grafsteen van Catharina Lievens. Ze werd begraven dicht bij de grafkelder van de Engelse handelaar Nicolas Masterson, waarin haar man Andreas Lombaert in 1810 bijgezet was.

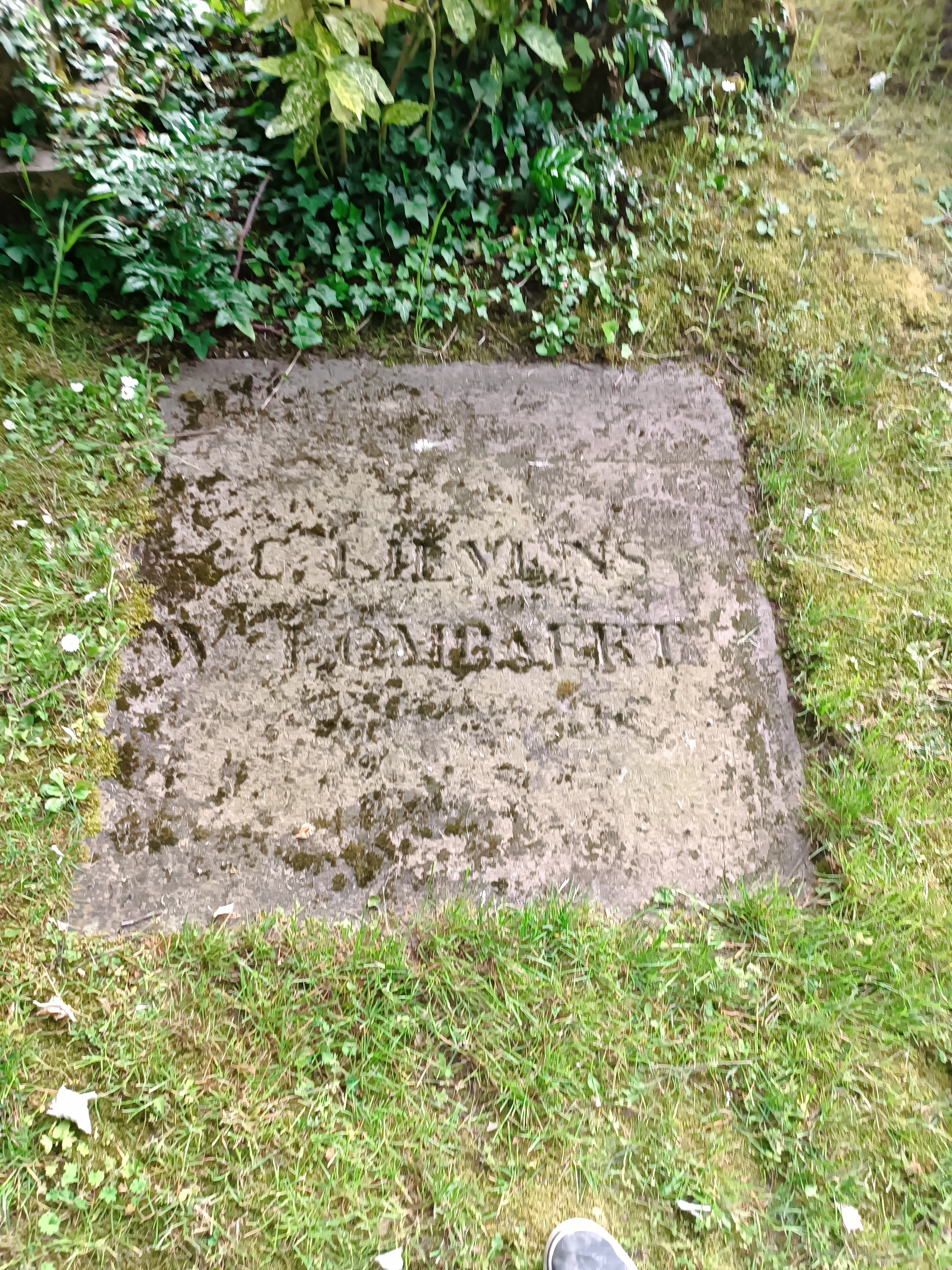
grafsteen Catharina Lievens oud kerkhof Sint-Kruis Brugge

## Connectie met de driehoekshandel
Echtgenoot Andreas Lombaert had twee zeebrieven op zijn naam, in 1781 voor het ‘Hollandse’ koopvaardijschip Den Snellen Jaeger, 220 vat groot, met Roskill als kapitein, en in 1782 voor het koopvaardijschip De Grysperre, 250 vat groot, met als kapitein Henry Wade. In werkelijkheid behoorden de schepen wellicht toe aan het bedrijf Mason, Blundell & Masterson dat vanuit Brugge en Oostende actief was in een netwerk van trans-Atlantische driehoekshandel tijdens de Vierde Engels-Nederlandse Oorlog (1780-1784). In dat netwerk speelde ook de Oostendse reder Jean Baptiste Liebaert (1723-1786) van het bedrijf Liebaert, Baes en Derdeyn een belangrijke rol. Die had dan weer professionele connecties met Cornelius Lievens, de vader van Catharina Rosa Lievens, op het houtzaagmolenpark Compagnie der Zaegmolens bij het Sas Slijkens.
In 1799 staat Catharina Rosa Lievens samen met Augustinus Van Praet garant voor Nicolas Masterson bij een verzoek aan de centrale administratie van het departement van de Leie om Nicolas Masterson van de lijst van émigrés te halen.. Tijdens die periode woont Masterson ook bij het koppel Lombaert-Lievens in.